# Cormeilles (Oise)
Cormeilles ist eine französische Gemeinde mit 393 Einwohnern (Stand 1. Januar 2022) im Département Oise in der Region Hauts-de-France. Sie gehört zum Arrondissement Beauvais, zur Communauté de communes de l’Oise Picarde und zum Kanton Saint-Just-en-Chaussée.

## Geographie
Die Gemeinde Cormeilles liegt auf der Hochfläche des Plateau Picard, 24 Kilometer nördlich von Beauvais. Die Gemeinde wird im Osten von der Trasse eines Abschnitts des Systems der Chaussée Brunehaut durchzogen, die der Römerstraße von Amiens nach Beauvais entspricht und im Wesentlichen parallel zur Autoroute A16 verläuft.

## Einwohner
| Jahr                       | 1962 | 1968 | 1975 | 1982 | 1990 | 1999 | 2006 | 2013 | 2021 |
| -------------------------- | ---- | ---- | ---- | ---- | ---- | ---- | ---- | ---- | ---- |
| Einwohner                  | 223  | 181  | 253  | 217  | 257  | 286  | 332  | 432  | 400  |
| Quellen: Cassini und INSEE |      |      |      |      |      |      |      |      |      |

## Sehenswürdigkeiten
- Kirche Saint-Martin
- Kapelle Notre-Dame-du-Bon-Secours
- Kapelle Saint-Martin auf dem außerhalb des Orts gelegenen Friedhof

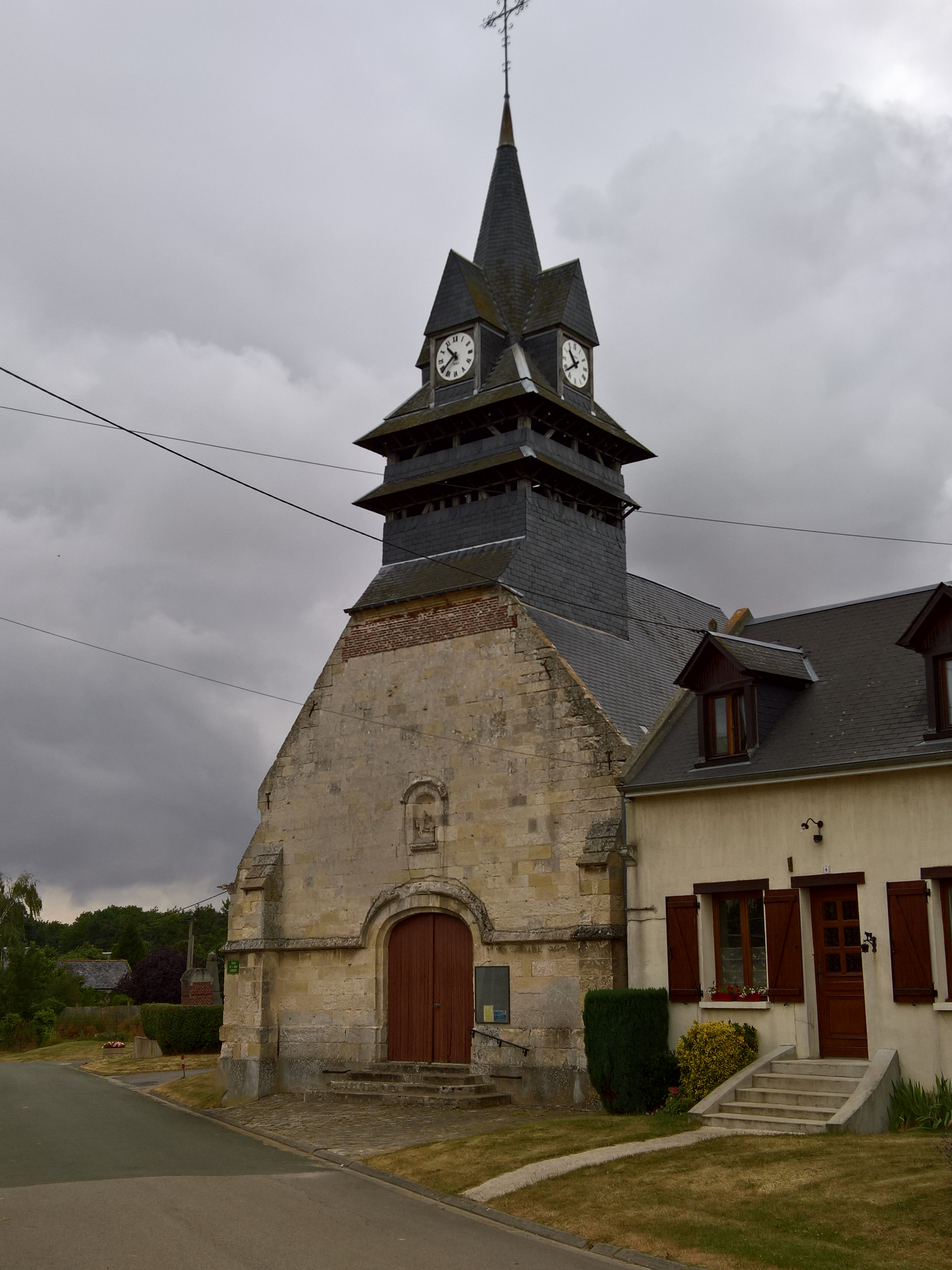
Kirche Saint-Martin
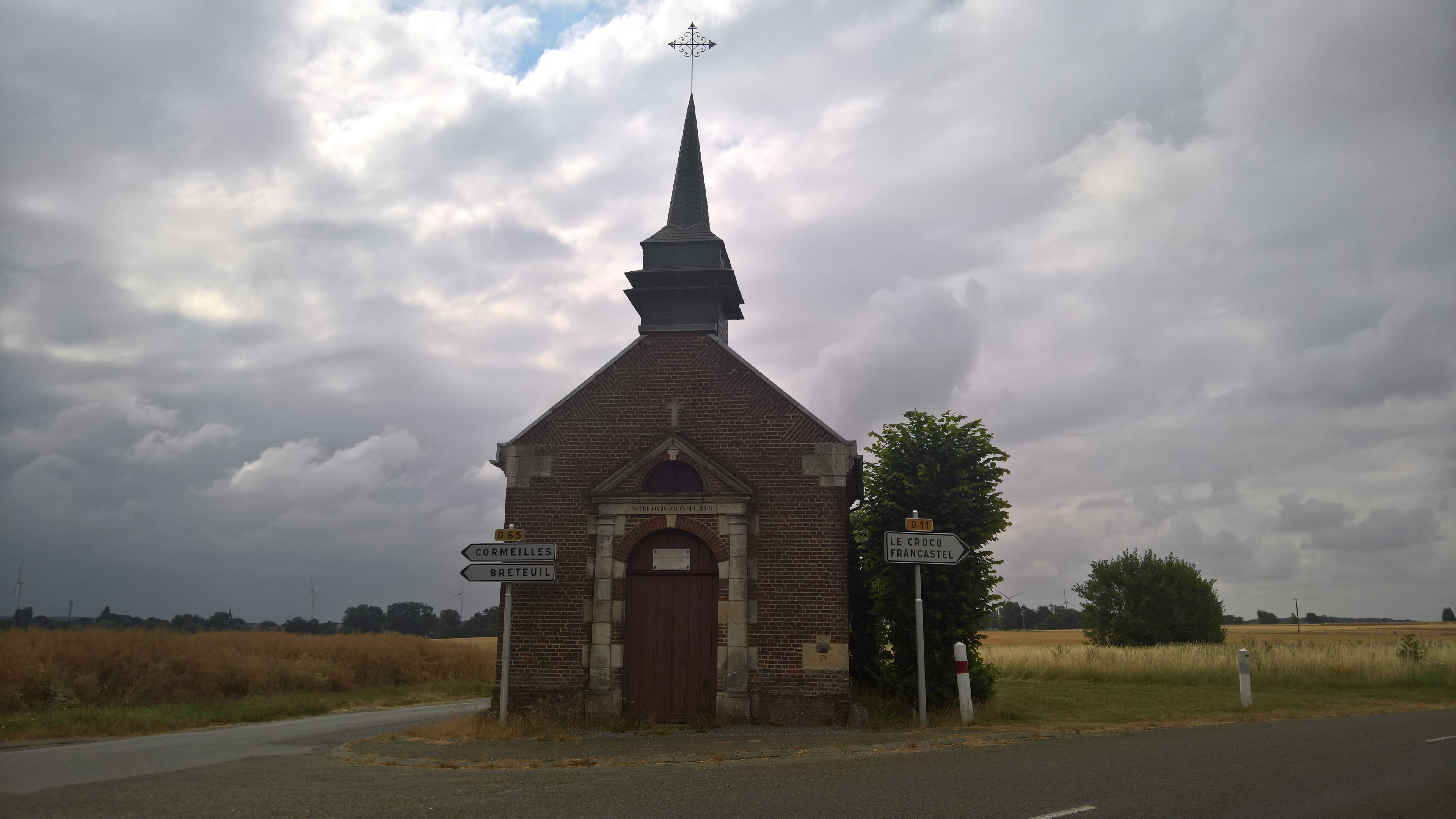
Kapelle Notre-Dame-du-Bon-Secours
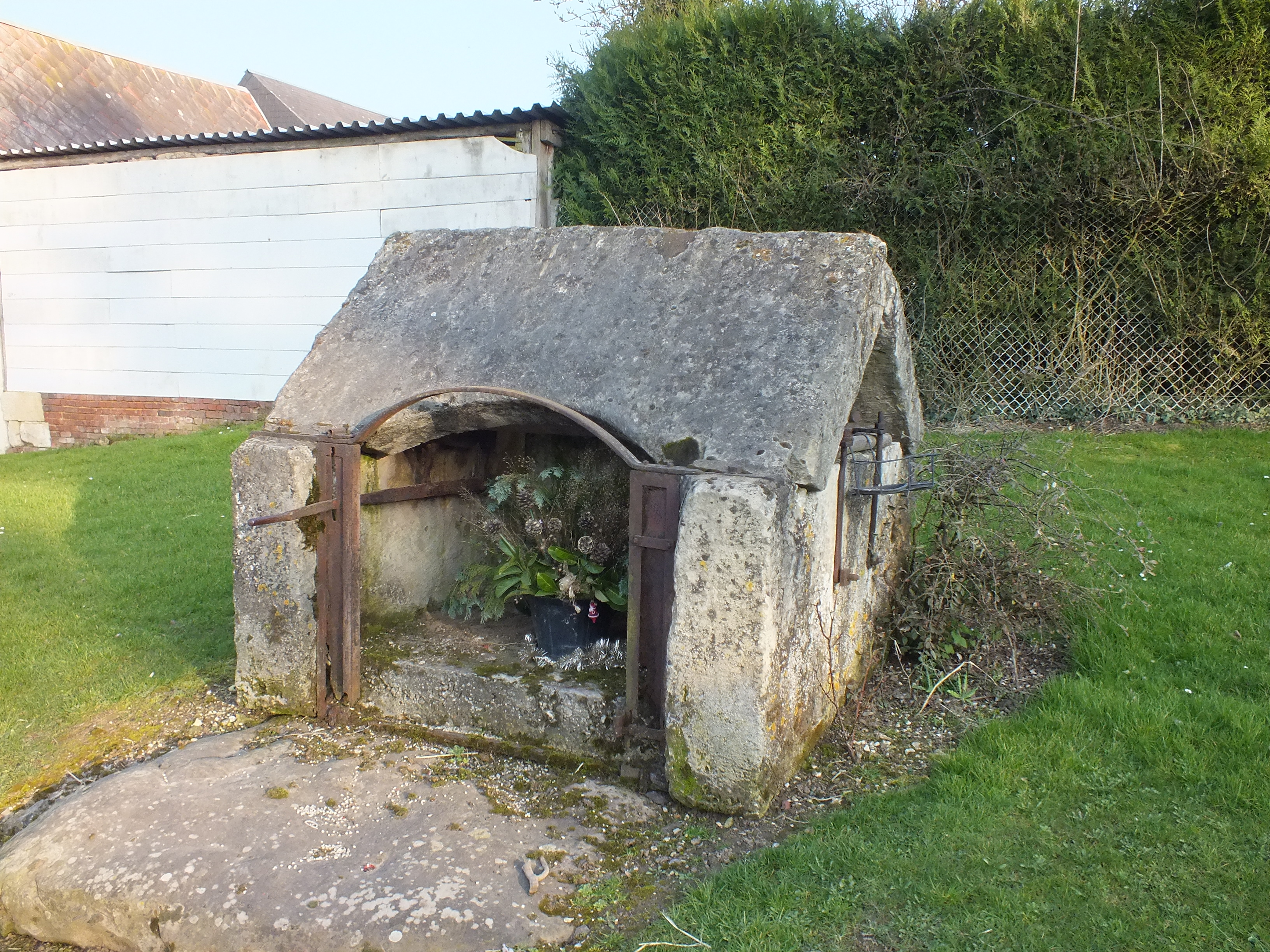
Ehemaliges Brunnenhaus
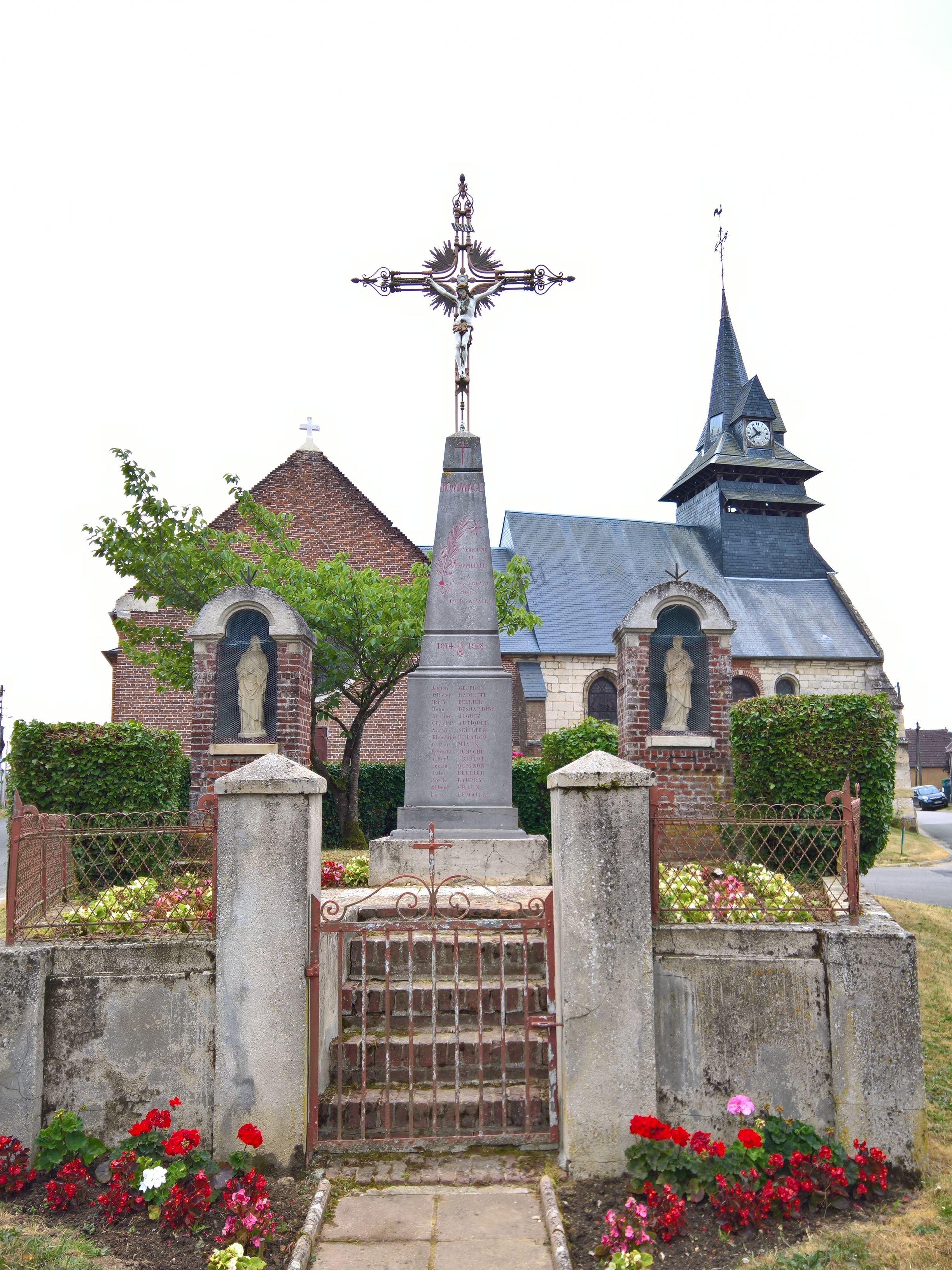
Gefallenendenkmal